# Септемврі
Септе́мврі (болг. Септември) — місто в Пазарджицькій області Болгарії. Адміністративний центр общини Септемврі.

## Населення
За даними перепису населення 2011 року у місті проживали 7869 осіб.
Національний склад населення міста:
| Національність   | Кількість осіб | Відсоток |
| ---------------- | -------------- | -------- |
| болгари          | 5659           | 76,0 %   |
| цигани           | 1721           | 23,1 %   |
| турки            | 12             | 0,2 %    |
| інша             | 15             | 0,2 %    |
| не визначились   | 36             | 0,5 %    |
| Всього відповіли | 7443           |          |

Розподіл населення за віком у 2011 році:
Динаміка населення:

## Уродженці
- Румен Пенін (* 1958) — болгарський географ, професор.